# Libitia fusca
Libitia fusca is een hooiwagen uit de familie Cosmetidae.